# Мустафа Неджиб паша Селаникли
Мустафа Неджиб паша Селаникли (на турски: Mustafa Necib Paşa, Selanikli) е османски военен и администратор.

## Биография
Роден е в Солун (на турски Селаник) и затова носи прякора Селаникли (солунчанин). От септември 1872 до януари 1873 г. е сирийски валия в Дамаск. Умира в 1883 година.